# Ganzzahlige unimodulare Matrix
Eine ganzzahlige unimodulare Matrix, im entsprechenden Kontext auch nur unimodulare Matrix, ist in der Algebra eine quadratische Matrix, deren Einträge alle ganzzahlig sind und deren Determinante {\displaystyle 1} oder {\displaystyle -1} ist. Diese Bedingung ist äquivalent dazu, dass die Einträge ganzzahlig sind, die Matrix invertierbar ist, und die inverse Matrix ebenfalls nur ganzzahlige Einträge besitzt. Die ganzzahligen unimodularen Matrizen mit {\displaystyle n} Zeilen und Spalten bilden mit der Matrizenmultiplikation die spezielle lineare Gruppe {\displaystyle SL(n,\mathbb {Z} )}.

## Definition
Eine quadratische Matrix {\displaystyle A\in \mathbb {Z} ^{n\times n}} heißt unimodular, falls für ihre Determinante
{\displaystyle \det A\in \{1,-1\}}
gilt.

## Beispiele
Die Matrix
{\displaystyle A:={\begin{pmatrix}2&1\\5&3\end{pmatrix}}\in \mathbb {Z} ^{2\times 2}}
ist unimodular: Ihre Determinante ist {\displaystyle \det(A)=2\cdot 3-5\cdot 1=1}. Die inverse Matrix
{\displaystyle A^{-1}={\begin{pmatrix}3&-1\\-5&2\end{pmatrix}}}
ist wiederum ganzzahlig und unimodular. Wichtige Klassen ganzzahliger unimodularer Matrizen sind Permutationsmatrizen, für die genau ein Eintrag pro Zeile und Spalte {\displaystyle 1} ist, und monomiale Matrizen, bei denen genau ein Eintrag pro Zeile und Spalte {\displaystyle +1} oder {\displaystyle -1} ist, und alle übrigen Einträge {\displaystyle 0} sind.

## Eigenschaften
Jede ganzzahlige unimodulare Matrix ist regulär und ihre Inverse ist wiederum ganzzahlig und unimodular. Auch das Produkt zweier unimodularer Matrizen {\displaystyle A,B\in \mathbb {Z} ^{n\times n}} ergibt wieder eine unimodulare Matrix aufgrund des Determinantenproduktsatzes
{\displaystyle \det(A\cdot B)=\det A\cdot \det B}.
Die ganzzahligen unimodularen Matrizen mit einer festen Anzahl an Zeilen und Spalten bilden daher mit der Multiplikation eine Gruppe, die allgemeine lineare Gruppe {\displaystyle GL(n,\mathbb {Z} )}. Anders ausgedrückt handelt es sich um die Automorphismengruppe der freien abelschen Gruppe vom Rang {\displaystyle n}, {\displaystyle \mathbb {Z} ^{n}}, mit komponentenweiser Addition. Auch das Kronecker-Produkt zweier unimodularer Matrizen {\displaystyle A\in \mathbb {Z} ^{n\times n}} und {\displaystyle B\in \mathbb {Z} ^{m\times m}} ergibt wieder eine unimodulare Matrix, denn es gilt
{\displaystyle \det(A\otimes B)=(\det A)^{n}\cdot (\det B)^{m}}.
Aufgrund der Eigenschaft, dass die Inverse einer ganzzahligen unimodularen Matrix {\displaystyle A} wieder ganzzahlig ist, gilt insbesondere für alle Gleichungssysteme {\displaystyle A\cdot x=b}  mit einem Vektor {\displaystyle b}, der nur ganzzahlige Werte enthält, dass ihre Lösung ganzzahlig ist.

## Verwendung
In der Festkörperphysik und insbesondere der Kristallographie treten ganzzahlige unimodulare Matrizen als Transformationen zwischen primitiven Einheitszellen auf: Es lässt sich eine Operation der unimodularen Matrizen auf dem {\displaystyle \mathbb {R} ^{n}} so wählen, dass sie ein gegebenes Gitter auf sich selbst und jede primitive Einheitszelle eines Gitters wiederum auf eine solche abbilden. Je zwei primitive Einheitszellen lassen sich über eine unimodulare Matrix ineinander überführen.

## Verallgemeinerung
In der kommutativen Algebra werden unter anderem Matrizen über kommutativen Ringen betrachtet. Eine Matrix mit ganzzahligen Einträgen ist gerade eine Matrix über dem Ring der ganzen Zahlen. Es gilt allgemein, dass eine quadratische Matrix über einem kommutativen Ring mit Eins genau dann invertierbar ist, wenn ihre Determinante eine Einheit ist, das heißt, wenn ihre Determinante in dem zugrundeliegenden Ring invertierbar ist. Im Ring der ganzen Zahlen sind {\displaystyle 1} und {\displaystyle -1} die einzigen beiden Einheiten (das heißt, sie sind die einzigen ganzen Zahlen mit einem ganzzahligen Kehrwert). Der Beweis ist konstruktiv durch Verwendung der Adjunkten möglich.